# 50-й окремий ремонтно-відновлювальний полк (Україна)
50-й окремий ремонтно-відновлювальний полк (50 ОРВП, в/ч А1586) — військовий підрозділ, що входить до складу Збройних Сил України. Розташований в смт Гуйва Житомирського району, неподалік бронетанкового заводу.

## Історія
Військова частина була заснована в 1997 році. Батальйон входив до складу 8-го армійського корпусу Північного оперативно-територіального (оперативного) командування.
З початком війни на сході України у 2014 році, військову частину було залучено до проведення Антитерористичної операції для відновлення військової техніки, що вийшла з ладу під час бойових дій.
На час проведення АТО особовий склад військової частини збільшено військовослужбовцями, призваними за мобілізацією.

## Командування
- Бахмат Віталій Григорович[джерело?]

## Втрати
21 серпня 2014 року, під час обстрілу з БМ-21 «Град» в с. Старогнатівка, Тельманівського району, Донецької області — солдат Мазур Павло Васильович.